# APO Records
APO Records (Analogue Productions Originals) is een Amerikaans platenlabel, waarop voornamelijk blues uitkomt. Het is een label van de in Salina, Kansas gevestigde Analogue Productions, een onderneming die gespecialiseerd is in het heruitbrengen van jazz, onder meer van de labels Blue Note en Fantasy. APO Records besteed veel aandacht aan het geluid, zo brengt het onder meer lp's op 45-toeren uit.
Artiesten die op het label uit zijn gekomen zijn onder meer Joe Beard, Big George Brock, Clinton Broussard, Wild Child Butler, Roscoe Chenier, Honeyboy Edwards, Major Handy, Little Hatch, Marquise Knox, Jimmy D. Lane, Lazy Lester, Doug MacLeod, Big Jay McNeely, Pinetop Perkins, Jimmie Lee Robinson, Jimmy Rogers, Watermelon Slim, Hubert Sumlin, Myra Taylor, Henry Townsend en Weepin' Willie.